# Ascorbato ferrirreductasa (transmembrana)
La ascorbato ferrirreductasa (transmembrana) (EC 1.16.5.1, citocromo b561), es una proteína transmembrana que actúa como enzima, catalizando la transferencia de un electrón desde una molécula de ascorbato situada a un lado de una membrana celular, hacia un ion Fe(III) situado en el otro lado de la membrana, para reducirlo a Fe(II), la reacción química total es la siguiente:
Por lo tanto los dos sustratos de esta enzima son un catión hierro en estado de oxidación +3, y una molécula de ascorbato; mientras que sus tres productos son un catión hierro en estado de oxidación +2, un radical monodeshidroascorbato, y un ion hidrógeno.

## Clasificación
Esta enzima pertenece a la familia de las oxidorreductasas, más específicamente a aquellas oxidorreductasas que actúan oxidando iones metálicos utilizando una quinona o un compuesto similar como aceptor de electrones.

## Nomenclatura
El nombre sistemático de esta clase de enzimas es ascorbato:quelato férrico reductasa (transmembrana). Otro nombre con el que se la conoce es citocromo b561.

## Estructura y función
La proteína es un homodímero, cada una de sus unidades posee un citocromo diheme que es capaz de actuar sobre el hexacianoferrato (III) y otros quelatos férricos.
Esta enzima juega un importante papel en los mecanismos de absorción de hierro por parte de las células.